# 池上忠弘
池上 忠弘（いけがみ ただひろ、1932年1月4日 - 2018年）は、英文学者、成城大学名誉教授。専門は英文学（中世英文学）。

## 経歴等
イギリス中世文学の写本・刊本の研究者である。また教育者として、母校である慶應義塾大学、筑波大学を経て成城大学へ移り、ここで退官するまで長く後進の指導にあたった。
2011年（平成23年）秋の叙勲にて瑞宝中綬章を受章した
。

## 編著（訳書を含む）
- 『農夫ピアズの幻想』ウィリアム・ラングランド（Langland, William 作、Piers plowman、訳・解説）（新泉社、1975／中公文庫、1993)
- 「チョーサーの『公爵夫人の書』を読む」、「中世英文学シンポジウム」（学書房、1991）
- 「『ピータバラ年代記』の言語」、「中世英文学シンポジウム」（学書房、1993）
- 『中世英文学の伝統 : Essays in honour of Tadahiro Ikegami』（雄松堂、1997）
- 『サー・ガウェインと緑の騎士』（Sir Gawain and the green knight）（専修大学、2009）
- 『Anglo-Saxon語の継承と変容  1』（専修大学、2009）
- 『Anglo-Saxon語の継承と変容  2』（専修大学、2010）
- 『14世紀のイギリス文学 : 歴史と文学の世界 : 公開研究会』（中央大学人文科学研究所、2011）
- 『カンタベリ物語　共同新訳版』ジェフリー・チョーサー（監訳、悠書館、2021）